# Aéroport de Deaubord-Rimégnac
L'aéroport de Deaubord-Rimégnac (code OACI : LFDO) est un aéroport fictif utilisé par la DGAC à titre illustratif dans ses publications aéronautiques, en particulier en tant qu'exemple de carte VAC (Visual Approach Chart) d'approche à vue.

## Inspiration
L'aéroport est largement inspiré de celui de Bordeaux-Mérignac : 
- Deaubord-Rimégnac est une anagramme phonétique de Bordeaux-Mérignac.
- La carte représentant les environs de l'aéroport est en réalité une symétrie axiale selon un axe nord-sud de la région bordelaise, sur laquelle ont été inclus notamment des reliefs ainsi qu'une étendue d'eau fictifs.
- Les noms des localités ont été modifiés (par exemple, Saugats au lieu de Saucats).
- Il se trouve en région Capitaine au lieu d'Aquitaine.
- La carte voit le point de confluence du Dordou et de la Garolle, au lieu de la Dordogne et de la Garonne.
- Les coordonnées indiquées de l’aéroport (44° 49′ 43″ N, 0° 37′ 09″ O, 166 ft) sont proches de celles du véritable aéroport (44° 49′ 43″ N, 0° 42′ 55″ O, 166 ft) : la latitude et l'altitude sont identiques, seule la longitude est différente, ce qui place l'aéroport à moins de 10 km à l'est de sa position réelle.

L'aéroport de Nyol-Rebon, fictif lui aussi, est utilisé dans le même contexte.